# Freie Waldorfschule Frankenthal

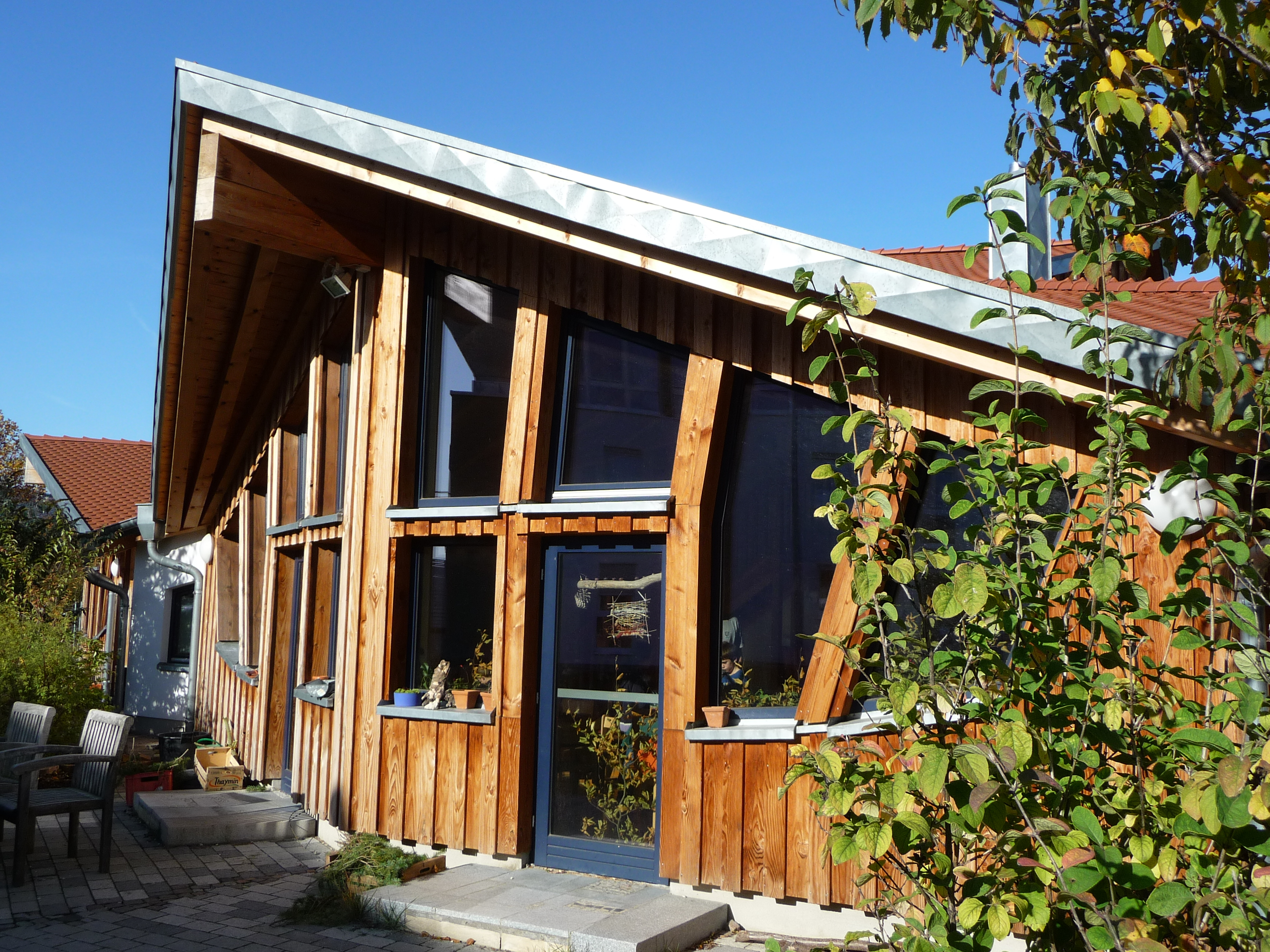
Ganztagsschule

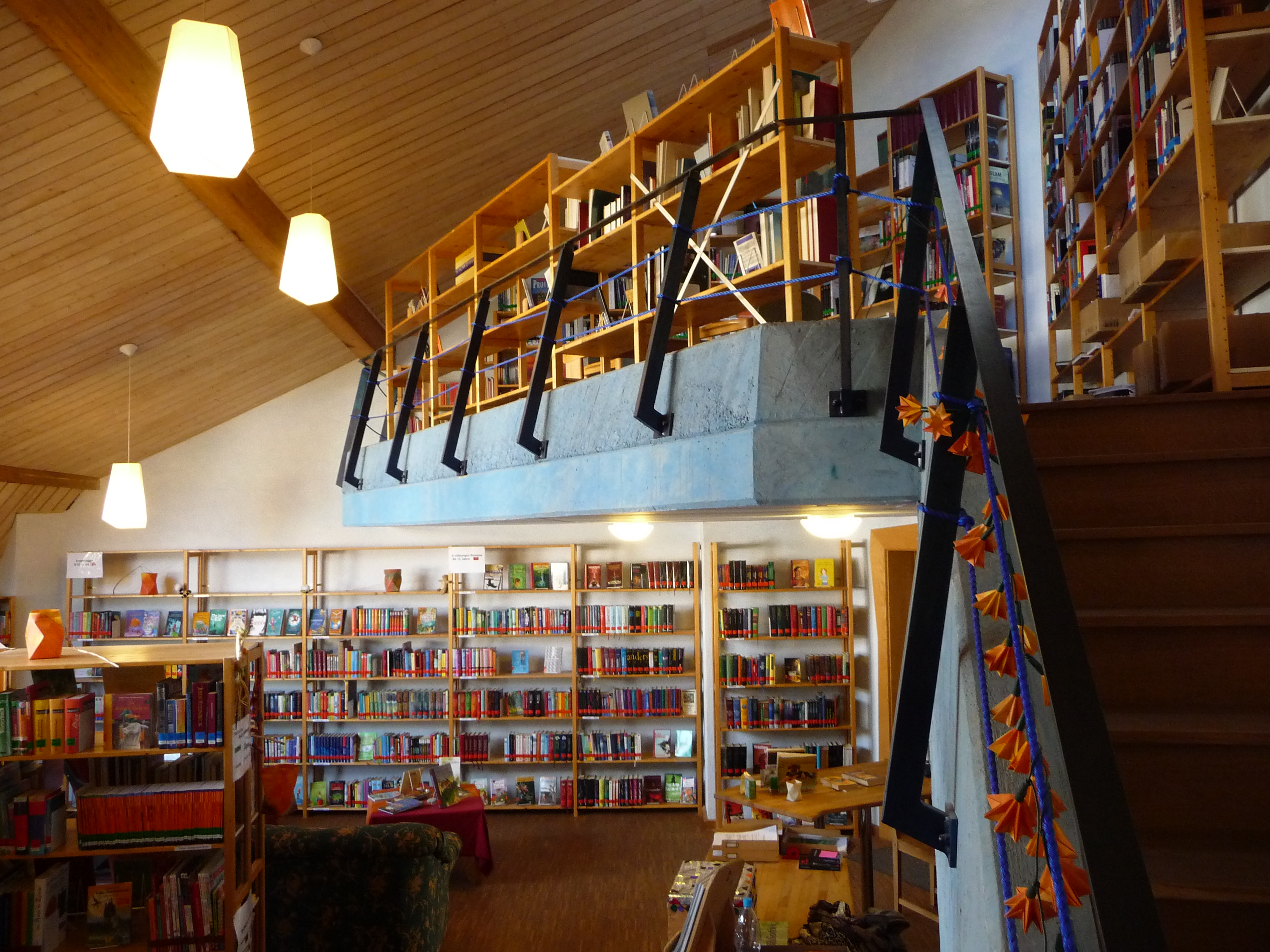
Bibliothek

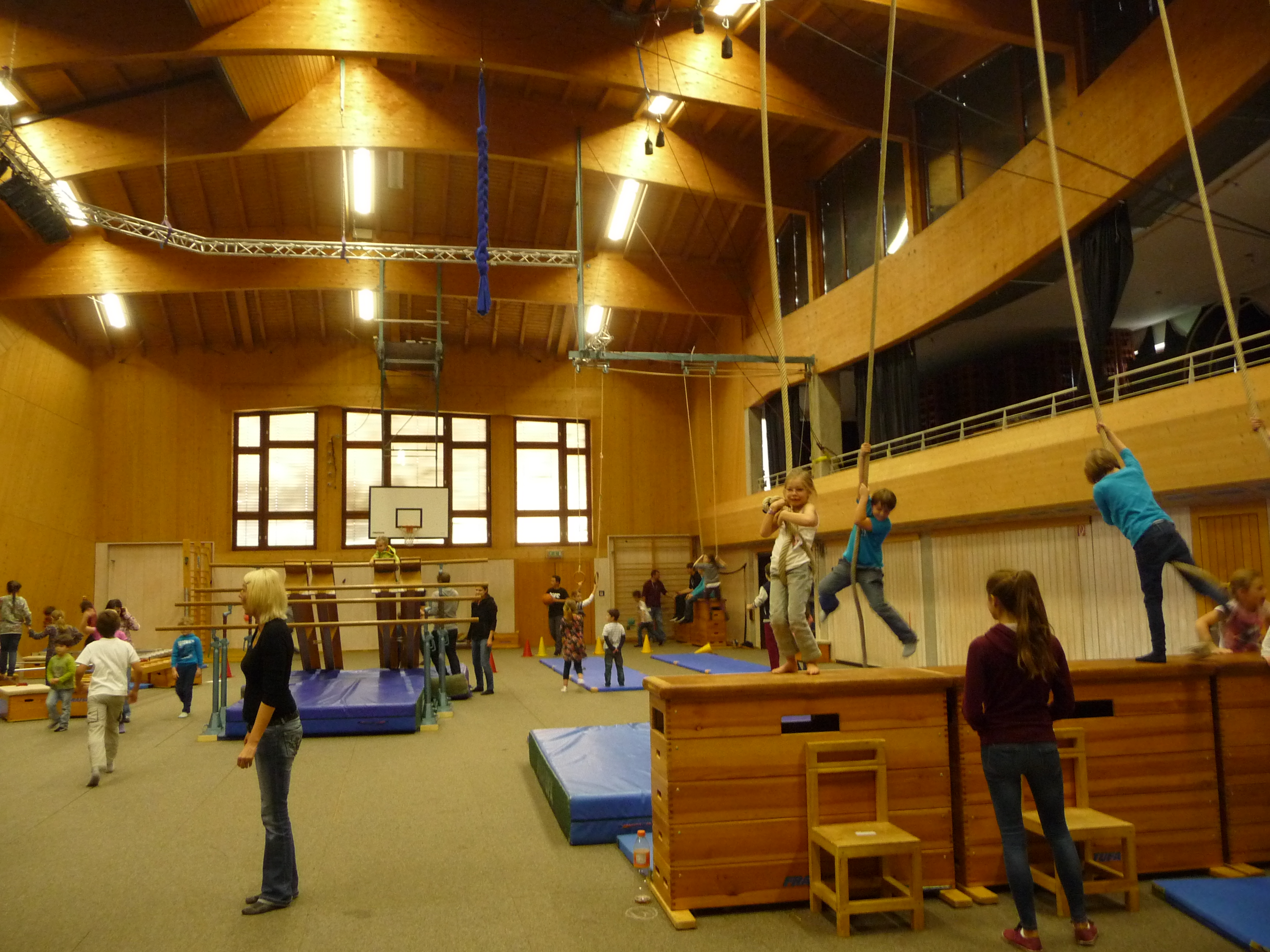
Turnhalle

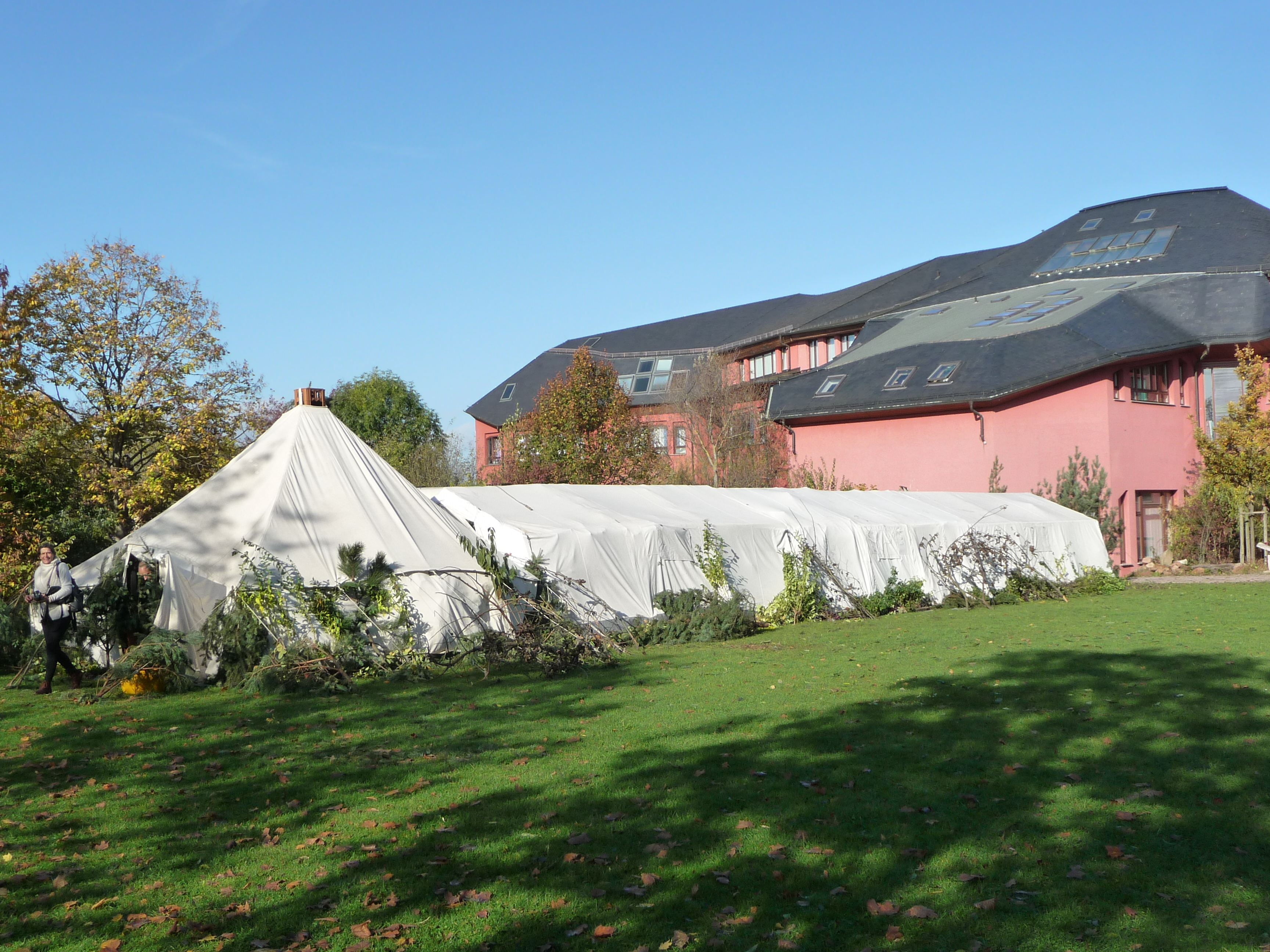
Märchenzelt Martinsbasar 2014

Die Freie Waldorfschule Frankenthal ist eine Waldorfschule in der rheinland-pfälzischen Stadt Frankenthal (Pfalz).

## Schule
Die Ausbildung der Schüler erfolgt nach der von Rudolf Steiner (1861–1925) begründeten Waldorfpädagogik. Wie alle deutschen Waldorfschulen ist sie Mitglied im Bund der Freien Waldorfschulen.
Die Privatschule ist staatlich genehmigt und folgt den pädagogischen Konzepten Rudolf Steiners, die sich unter anderem darin widerspiegeln, dass sich der Ausbildungsbereich von der Grundschule bis zum Abitur erstreckt und besonderer Wert auf ein breites künstlerisches und praktisches Fächerangebot gelegt wird.
Jeder Schüler durchläuft die gesamte Schullaufbahn in der Gemeinschaft seiner Klasse – eine Nichtversetzung wie bei anderen Schulformen kommt hier nicht vor. Es gibt außerdem bis zur achten Klasse keine Zensuren. Die Kinder bleiben über 12 Jahre in einer festen Klassengemeinschaft. Der Klassenlehrer begleitet seine Klasse acht Jahre lang. Ab der ersten Klasse wird Englisch und Französisch unterrichtet. Ab dem neunten Schuljahr übernimmt das Fachkollegium gemeinsam die Klasse.

## Trägerschaft
Die Freie Waldorfschule wird zusammen mit dem angeschlossenen Kindergarten von dem gemeinnützigen Verein Waldorfschulverein Frankenthal-Pfalz e.V. getragen. Sie ist eine Schule in Selbstverwaltung. Der Vorstand setzt sich aus Eltern und Lehrern zusammen und vertritt den Verein nach außen. Die Schulleitung wird durch wöchentlich stattfindende Konferenzen in kollegialer Zusammenarbeit wahrgenommen.

## Besonderheiten
- Neben den klassischen Schulfächern sind unter anderem Musik, künstlerisches und handwerkliches Gestalten, Eurythmie und Gartenbau obligatorische Unterrichtsinhalte,
- Englisch und Französisch ab der 1. Klasse

### Praktika
- 9. Klasse: Landwirtschaftspraktikum,
- 10. Klasse: Feldmesspraktikum,
- 11. Klasse: Sozial- oder Betriebspraktikum

### Musik
Die meisten Schüler erlernen ein Orchesterinstrument. Der Projektchor und das Projektorchester setzen sich zusammen aus Schülerinnen und Schülern, Eltern und Lehrkräften der Schule, aber auch aus Ehemaligen und freundschaftlich verbundenen Externen.

### Theater
Im 8. und 12. Schuljahr führt jede Klasse ein komplettes Bühnenstück auf, gestaltet das Bühnenbild und stellt die musikalische Begleitung. Das Theaterprojekt der 12. Klasse ist gleichzeitig Teil des Waldorfabschlusses.

### Circus
Der Circus Albireo ist eine Arbeitsgemeinschaft im Rahmen der Ganztagesschule. Der Circus-AG gehören ca. 120 Schüler ab der 5. Klasse an. Ab der 9. Klasse können Schüler zum Betreuer/Trainer der jüngeren Schüler werden. Disziplinen sind unter anderem: Stuhl-, Partner-, Leiter- und Pyramidenakrobatik, Jonglage, Hochseil, Schlappseil, Schleuderbrett, Trampolin, Rhönrad, Trapez und Ringtrapez, Vertikaltuch, Einrad fahren, Tumblingbahn, Cube etc.

### Partnerschaften
Die Schule unterhält eine Partnerschaft mit der Waldorfschule in Tbilissi, Georgien Tansania und der Hekima Waldorfschool in Daressalam, Tansania. Darüber hinaus besteht eine Zusammenarbeit mit der Schülerfirma der Waldorfschule im bayerischen Ismaning und eine Patenschaft mit der Waldorfschule Eriwan in Armenien.

### Jahresarbeiten
In der 8. und 12. Klasse müssen die Schüler und Schülerinnen mit Jahresarbeiten zeigen, dass sie sich über ein Jahr mit einem selbstgewählten Thema auseinandersetzen können. Lernziele sind Zeitmanagement, soziale Kompetenz, Arbeitshaltung und ein guter Umgang mit Kritik. Die Jahresarbeit der 12. Klasse ist gleichzeitig Teil des Waldorfabschlusses.

### Auszeichnungen
2013 wurde die Radio-AG für ihr Projekt zum Thema Dialekte und Soziolekte mit dem 1. Preis der Landeszentrale für politische Bildung ausgezeichnet.
2014 wurde das gesellschaftskritisch-historische Hörspiel zum Ersten Weltkrieg Krieg und seine Auswirkungen auf das soziale Miteinander von der Landeszentrale für politische Bildung mit dem 2. Platz ausgezeichnet.

## Feste und Feiern
- Monatsfeiern
- Tag der offenen Tür
- Michaelisfest
- Martinsbasar
- Adventskonzert
- Oberufer Weihnachtsspiel
- Fasching
- Frühjahrskonzert
- Zirkusaufführung
- Theater
- Sommerfest

## Chronik
1982 Gründungsversammlung
1985 erste pädagogische Arbeit (wöchentlicher Kindernachmittag)
1986 Aufnahme in den Bund der Waldorfschulen
1987 Regelschulbetrieb mit zwei Klassen
1990 Grundsteinlegung für den Neubau
1991 Richtfest
1992 Einzug in den Neubau
1993 Kindergarten Sterntaler
1998 erste Abschlussklasse
1999 erste Abiturklasse
2000 Circus Albireo
2004 Tagung der freien Waldorfschulen
2005 Ganztagsschule